# Grosse Cloche
De Grosse Cloche is een poort met belfort in de Franse stad Bordeaux. De poort wordt ook Porte Saint-Eloi of Porte Saint-James genoemd. Het gebouw werd opgetrokken in de 15de eeuw. De magistraten van de stad luidden de klok om de wijnoogst in te luiden en te waarschuwen voor brand. De huidige grote klok werd gegoten in 1775 en weegt 7800 kilogram. De Grosse Cloche staat op de Unesco-Werelderfgoedlijst als onderdeel van de inschrijving Belforten in België en Frankrijk.